# Guy Ullens de Schooten Whettnall

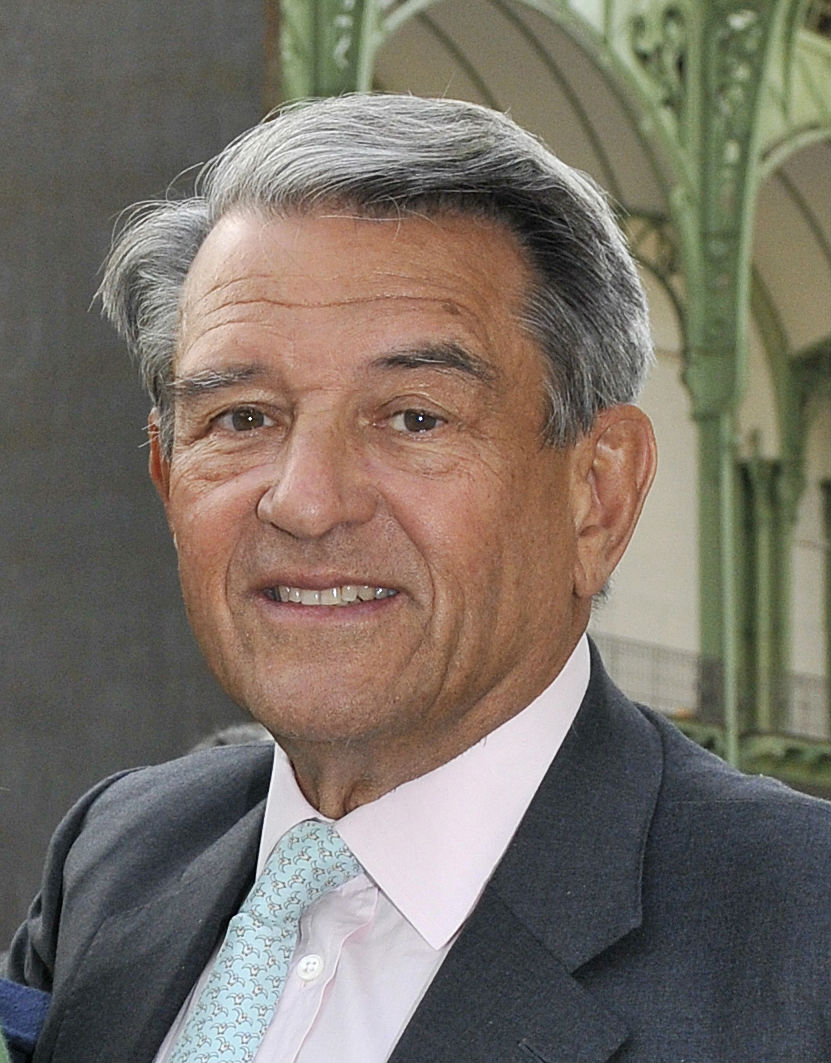
Baron Guy Ullens de Schooten Whettnall

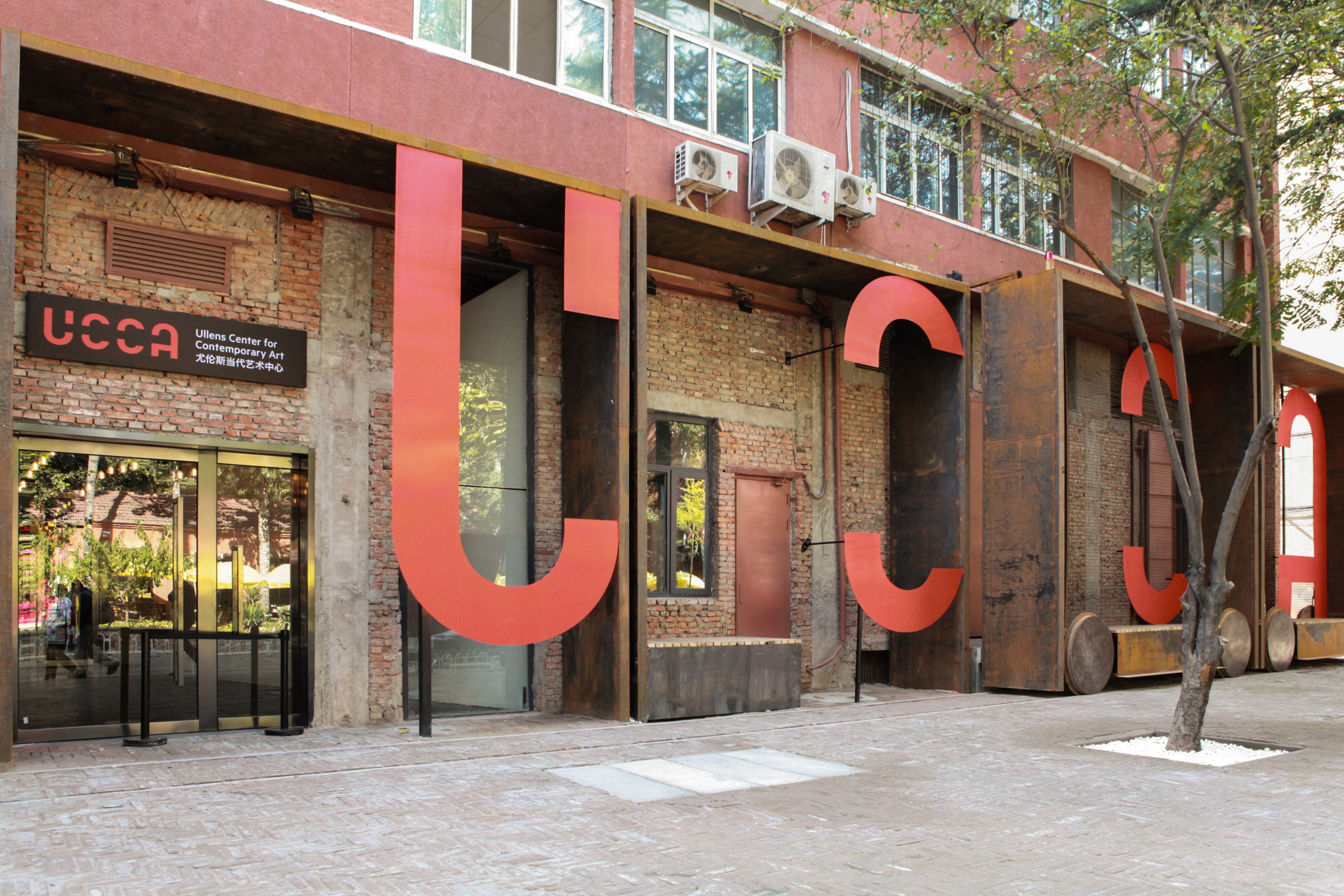
Het Ullens Centrum voor hedendaagse kunst in Peking

Baron Guy François Edouard Marie Ullens de Schooten Whettnall (San Francisco, 31 januari 1935 – Ohain, 19 april 2025) was een Belgisch ondernemer, mecenas, filantroop en kunstverzamelaar. 

## Familie
Guy Ullens behoorde tot de Antwerpse familie Ullens die in 1816 in de adel werd erkend in de persoon van François Ullens (1769–1819), die getrouwd was met Marie-Thérèse Cornelissen de Schooten (1769–1843). Hij was een kleinzoon van volksvertegenwoordiger jhr. Charles Ullens (1854–1908) en barones Isabelle Whettnall (1868–1901). 
Guy was een zoon van ambassadeur Jean Ullens de Schooten Whettnall (1897–1950) en van Marie-Thérèse Wittouck (1905–1989). 
Hij trouwde in 1955 met Micheline Franckx (1932–2015), met wie hij drie zoons en een dochter heeft en van wie hij in 1999 scheidde. Hij hertrouwde in 1999 met de onderneemster Myriam Lechien (1952–2023).

## Levensloop
Guy Ullens promoveerde tot doctor in de rechten aan de UCL en tot Master of Business Administration aan Stanford University (1960), en stichtte Eurocan, fabrikant van metalen verpakkingen. In 1973 trad hij toe tot de directie van de familievennootschap Tiense Suikerraffinaderij. In 1989 werd dit bedrijf voor een hoog bedrag verkocht aan het Duitse Südzucker. De familie deed met de opbrengst hiervan investeringen in agroalimentaire bedrijven, via de Luxemburgse holding Artal, waar Guy Ullens voorzitter van werd. Tien jaar later interesseerde de holding zich vooral voor textielbedrijven en nam ook een controlerend aandeel in Weight Watchers International. In 2011 werd zijn persoonlijk vermogen op drie miljard euro geschat.
In 2000 trok hij zich terug uit de zakenwereld en vestigde zich in Verbier, Zwitserland. Hij interesseerde zich voortaan voor artistieke en filantropische projecten. In 2002 richtte hij, samen met zijn tweede echtgenote, de Stichting Guy en Myriam Ullens op, voor het beheren van hun kunstcollecties.
Vanaf 2003 investeerden ze ook in het ter hulp komen aan kinderen in het door burgeroorlog geteisterde Nepal, door het oprichten van weeshuizen en van centra voor ondervoede kinderen. Vervolgens stichtten zij mee in Kathmandu de opleidingsschool voor Nepalese onderwijzers.
Op 29 maart 2023 raakte Ullens gewond aan zijn been nadat hij en zijn vrouw beschoten werden door een van de zonen van Ullens. Zijn vrouw kwam hierbij om het leven. De dader bekende de moord en gaf aan dat het ging om een uit de hand gelopen financieel dispuut. Na ondervraging door de onderzoeksrechter werd hij op 30 maart formeel in verdenking gesteld van de moord op zijn stiefmoeder en aangehouden.
Ullens overleed op 90-jarige leeftijd op 19 april 2025.

## Chinese kunst
Guy Ullens' vader, Jean Ullens de Schooten, was in 1928 diplomaat op de Belgische ambassade in Nanjing en onder zijn invloed kwam hij al op jonge leeftijd in aanraking met de Chinese cultuur. Hij maakte zijn eerste reis naar China in 1986. Vanaf 1980 begon hij met een collectie van (voornamelijk hedendaagse) Chinese kunst die weldra een paar duizend stuks telde en een van de belangrijkste werd in zijn soort.
In 2007 stichtte hij het Ullens Center for Contemporary Art (UCCA) in Peking, de eerste private culturele instelling in China, gewijd aan de hedendaagse Chinese artistieke creaties.
De Chinese Wikipedia vermeldt: In 2009 begon Guy Ullens met de verkoop van zijn collectie. De uitverkoop leidde tot controverse. Fei Dawei, de eerste directeur van het Ullens Centrum voor Hedendaagse Kunst, bekritiseerde de veiling publiekelijk als "een voorbeeld van schaamteloosheid". Naar verluidt had Ullens beloofd zijn collectie Chinese hedendaagse kunst niet te verkopen, en zouden kunstenaars hun werken in vertrouwen tegen een korting aan Ullens verkopen, wat Ullens grote winsten op de veilingen opleverde. Sommige commentatoren hebben nochtans gesuggereerd dat Ullens een eerlijke marktprijs voor de werken betaalde, zonder kortingen. Dit lijkt nochtans de goede relaties met de Chinese autoriteiten niet te hebben geschaad.
Op 30 juni 2016 deelde baron Ullens mee dat hij, nu hij in 2015 tachtig was geworden, het Ullens Centrum voor Hedendaagse Kunst wenste te verkopen en toe te vertrouwen aan een nieuwe mecenas. In 2017 werd aangekondigd dat het kunstcentrum was overgenomen door een groep van langdurige UCCA-patronen, waaronder Future Edutainment van mr. Jiangnan Chun, en andere verwante groepen. Tegelijkertijd kondigde het kunstcentrum aan dat het zich zou reorganiseren en registreren als een non-profit organisatie om meer individuele sponsors en steun van stichtingen aan te trekken.

## Computer art
Guy en Myriam Ullens ontwikkelden ook een collectie van digitale kunst en hadden een honderdtal belangrijke werken in hun bezit. Hun collectie bevat werk van de grondleggers van computer art, zoals Frieder Nake, Vera Molnar, Manfred Mohr en Harold Cohen, belangrijk werk van bekende kunstenaars uit de digitale wereld zoals Riyoji Ikeda, John Gerrard, Leo Villareal, Miguel Chevalier en Leonel Moura, evenals werk van jonge kunstenaars.

## Onderscheidingen
- 1969: baron, overdraagbaar bij eerstgeboorte.
- 2003: officier van het Erelegioen
- 2010: commandeur in het Erelegioen.
- 2011: commandeur, Orde van Leopold II.

## Voetnoten
1. ↑  Koninklijk besluit van 24 mei 1912, in herinnering aan de uitgedoofde familie van Marie-Thérèse Cornelissen de Schooten
2. ↑  Koninklijk besluit van 29 januari 1928, in herinnering aan de uitgedoofde familie Whettnall
3. ↑  Stiefzoon schiet Waalse barones Myriam Ullens dood. De Standaard (29 maart 2023). Gearchiveerd op 29 mei 2023.
4. ↑   “Zes keer geschoten” na heftige ruzie: stiefzoon in verdenking gesteld van moord op barones Myriam Ullens. Het Nieuwsblad (30 maart 2023). Gearchiveerd op 30 maart 2023.
5. ↑  Baron Guy Ullens (90) overleden, twee jaar nadat zoon zijn echtgenote Mimi voor zijn ogen doodschoot. HLN, 19 april 2025
6. ↑  (fr) L'Avenir, La Rédaction de, Le baron Guy Ullens, touché en 2023 par le meurtre de son épouse, est mort à l'âge de 90 ans. lavenir.net (21 april 2025). Geraadpleegd op 21 april 2025.